# Вёрнер, Манфред
Манфред Герман Вёрнер (нем. Manfred Hermann Wörner; 24 сентября 1934, Штутгарт — 13 августа 1994, Брюссель) — немецкий государственный деятель, генеральный секретарь НАТО (1988—1994), министр обороны ФРГ (1982—1988).

## Биография
Родился в семье владельца текстильных магазинов. Получил высшее юридическое образование в Гейдельбергском, Парижском и Мюнхенском университетах.
В 1956 году вступил в ряды ХДС и включился в активную политическую деятельность. С 1973 года — член федерального правления ХДС.
- В 1961—1962 годах — эксперт во внутренней администрации земли Баден-Вюртемберг,
- В 1962—1964 годах — парламентский советник земельного парламента земли Баден-Вюртемберг,
- В 1964—1965 годах — советник правительства района Гёппинген.
- В 1965—1988 годах — депутат бундестага,
- В 1969—1972 годах — заместитель председателя фракции ХДС / ХСС,
- В 1976—1980 годах — председатель комитета по обороне немецкого бундестага,
- В 1982—1988 годах — министр обороны ФРГ,
- С 1988 года — генеральный секретарь НАТО.

Умер от рака в 1994 году.
Имел воинское звание полковника резерва и квалификацию военного летчика 1-го класса, которые получил по прохождении программ подготовки офицеров резерва ВВС. Периодически выполнял полеты на боевых самолетах, общий налет — более 1000 ч.